# Lê Văn Huyên
Lê Văn Huyên (sinh năm 1964) là một sĩ quan cấp cao trong Quân đội nhân dân Việt Nam, hàm Trung tướng, Ông nguyên là Cục trưởng Cục Tổ chức thuộc Tổng cục chính trị Quân đội nhân dân Việt Nam.

## Thân thế và binh nghiệp
Năm 2014, ông là Chủ nhiệm Chính trị Bộ Tư lệnh Thủ đô, hàm Đại tá.
Năm 2015, ông là Ủy viên Ban Thường vụ Đảng ủy, Phó Chính ủy Bộ Tư lệnh Thủ đô Hà Nội.
Tháng 5 năm 2016, ông trúng cử Đại biểu HĐND Thành phố Hà Nội nhiệm kỳ 2016 - 2021.
Năm 2017, ông được điều động giữ chức Cục trưởng Cục Tổ chức thuộc Tổng cục chính trị. Đồng thời, ông cũng là Uỷ viên Kiêm chức Uỷ ban Kiểm tra Quân ủy Trung ương. Cũng trong năm này, ông được thăng quân hàm Thiếu tướng
Năm 2021, ông được thăng quân hàm Trung tướng
Năm 2023, Ông nghỉ hưu theo chế độ.